# Stand-up comedy

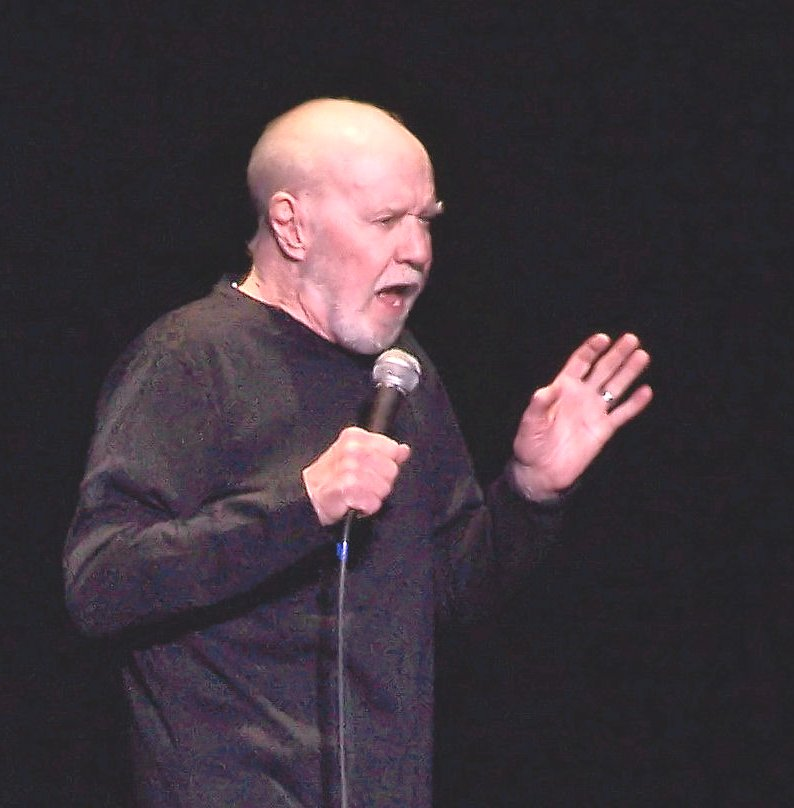
George Carlin, 2008

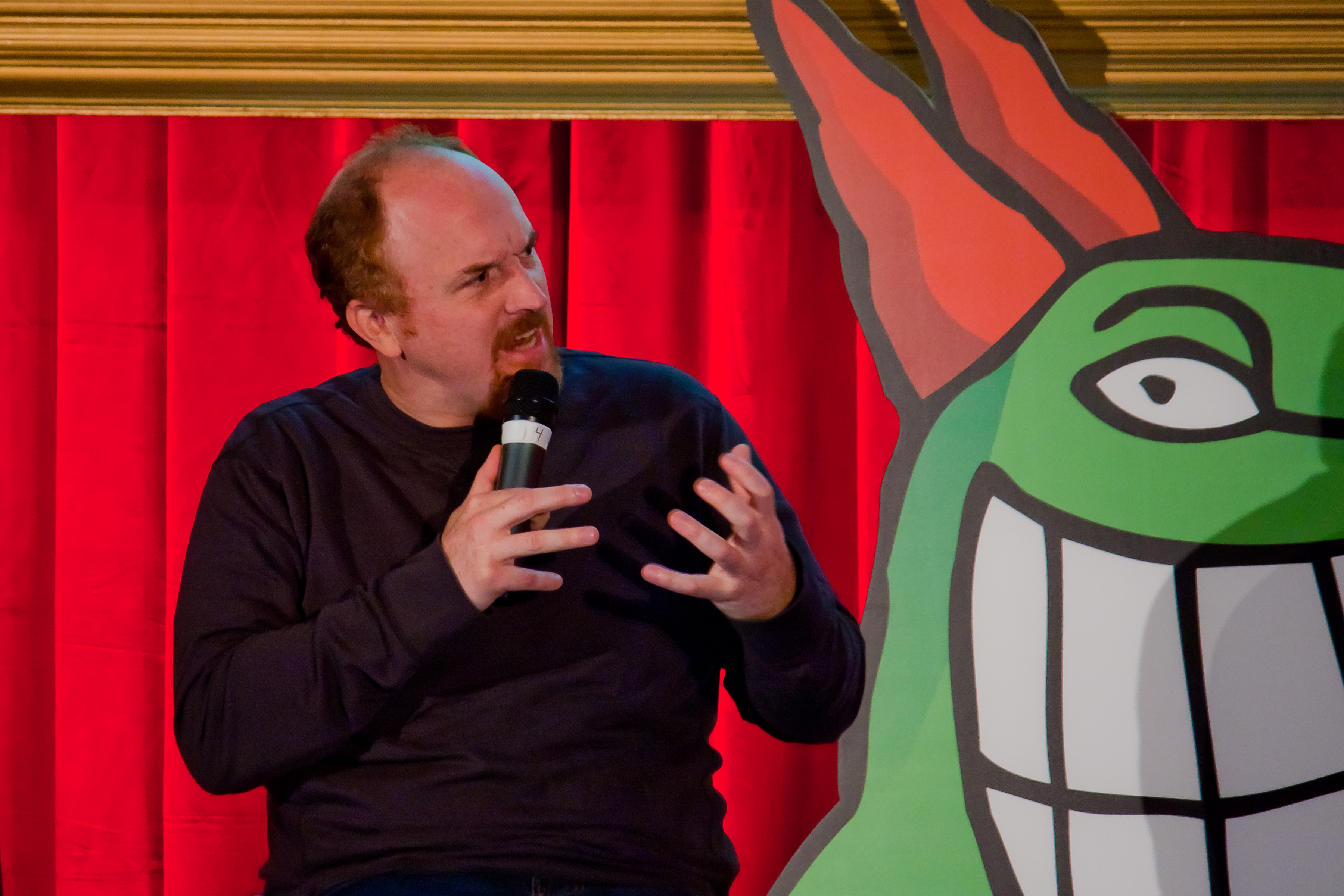
Louis C.K., 2011

Stand-up comedy je umělecká forma komediálního vystoupení, kdy účinkující (stand-up komik) ve stoje před živým publikem přednáší humorné či satirické monology, příběhy apod. K představení se zpravidla nevyužívá rekvizit, může však být doprovázeno neverbálně.

## Historie
Stand-up comedy svou historií sahá až na přelom 18. a 19. století do Anglie. V této době začala vznikat tzv. varieté. Místa s živou hudbou a zábavným programem. Tehdejší komici však měli svá komediální čísla založená na vyprávění vtipů, které dost byly často založeny na etnických stereotypech. Kvůli královské cenzuře museli své komediální výstupy posílat cenzorům, kteří nevhodné a nežádoucí části podtrhli modrou barvou a poslali zpět. Proto se dodnes stand-up komik, který má lascivní a drsný humor, označuje jako "blue" (modrý).
V této době se často vtipy rozšiřovaly či kradly do jiných vystoupení.
Za praotce moderního stand-up humoru je považován americký kontroverzní komik Lenny Bruce, o němž byl i v roce 1974 natočen film "Lenny", který byl nominován na 6 Oscarů.
Lenny Bruce vystupoval v 50. a v 60. letech po amerických komediálních klubech. Svou popularitu získal hlavně díky své kontroverzní povaze. Jelikož odmítal myšlenku cenzury v umění a tedy i ve stand-up humoru, poutal pozornost především tím, že ve svých výstupech otevřeně komentoval rasismus, politické poměry a sexualitu a navíc používal na jevišti hojně vulgarismy. Toto bylo pro tehdejší USA naprosto nepřijatelné a právě díky této kontroverzi jej zatkli a obvinili z obscénního chování. Lenny Bruce tak vedl za svůj život několik soudních procesů, ve kterých se vždy hájil svobodou slova.
Pokud je Lenny Bruce praotec, pak otec moderního stand-up humoru je nepochybně George Carlin, který, stejně jako Bruce, skončil ve vězení za svou komediální rutinu na téma "Sedm slov, která nesmíte říkat v televizi". V roce 1972 jej zatkli přímo po jeho vystoupení na letním festivalu.

## Charakteristika
Právě George Carlin a Lenny Bruce posunuli hranice toho, co je a není možné říkat na jevišti a otevřeli tak cestu všem velkým jménům jako jsou Robin Williams, Eddie Murphy, Colin Farrel, Dylan Moran, Bill Bailey, Ricky Gervais a další. Vtipy a humorné skeče vystřídal satirický humor, kterým účinkující vyjadřuje svůj pohled na svět a své názory. Stand-up humor se tak zařadil mezi intelektuální zábavu, která má mnohdy společenský a kritický přesah.

## Český Stand-up humor
Do Česka se formát dostal v roce 2006 díky kabelové stanici HBO. Pořad zvaný Na stojáka, nyní vysílaný v České televizi, tak dává prostor současným stand-up komikům, aby zde vystoupili a pobavili diváky.
Na rozdíl od světového trendu se však český stand-up humor vyvíjí tak, že účinkující často vystupují pod nějakým pseudonymem či v kostýmu a připravená stand-up rutina, tak spíš připomíná komický skeč, slam poetry, hudební vložku či jinou formu zábavy.
V roce 2016 se na Prima Comedy Central začal vysílat pořad Comedy Club, podobný pořadu Na stojáka.
V roce 2019 se začal na stanici MALL.TV vysílat pořad Stand up-Factory.
Mezi v současnosti nejznámější české stand-up komiky patří Lukáš Pavlásek, Miloš Knor, Simona Babčáková, Tomáš Hanák, Václav Koubek, Tomáš Matonoha, Iva Pazderková, Tomáš Měcháček, Richard Nedvěd nebo Jakub Žáček.

## Čeští stand-up komici
Výběr českých stand-up komiků obsahuje pouze některé z těch, o nichž je na české Wikipedii zpracováno samostatné heslo.
- Simona Babčáková
- Miloš Čermák
- Jiří Černý
- Petr Čtvrtníček
- Michal Dalecký
- Marek Daniel
- Adéla Elbel
- Arnošt Frauenberg
- Tomáš Hanák
- Tigran Hovakimyan
- Jiří Charvát
- Igor Chmela
- Tomáš Jeřábek
- Michal Kavalčík
- Miloš Knor
- Ester Kočičková
- Václav Koubek
- Pavel Liška
- Lucie Macháčková
- Tomáš Matonoha
- Tomáš Měcháček
- Robert Nebřenský
- Richard Nedvěd
- Václav Neužil
- Leoš Noha
- Lukáš Pavlásek
- Iva Pazderková
- Radek Petráš
- Josef Polášek
- Anna Polívková
- Jiří Sedláček
- Luděk Sobota
- Luděk Staněk
- Pavel Tomeš
- Ondřej Trojan
- Radomil Uhlíř
- Jaroslav Urbánek
- Zbyněk Vičar
- Petr Vydra
- Martin Zbrožek
- Jakub Žáček